# Сухі ліси Пуерто-Рико
Сухі ліси Пуерто-Рико (ідентифікатор WWF: NT0226) — неотропічний екорегіон тропічних та субтропічних сухих широколистяних лісів, розташований на Пуерто-Рико.

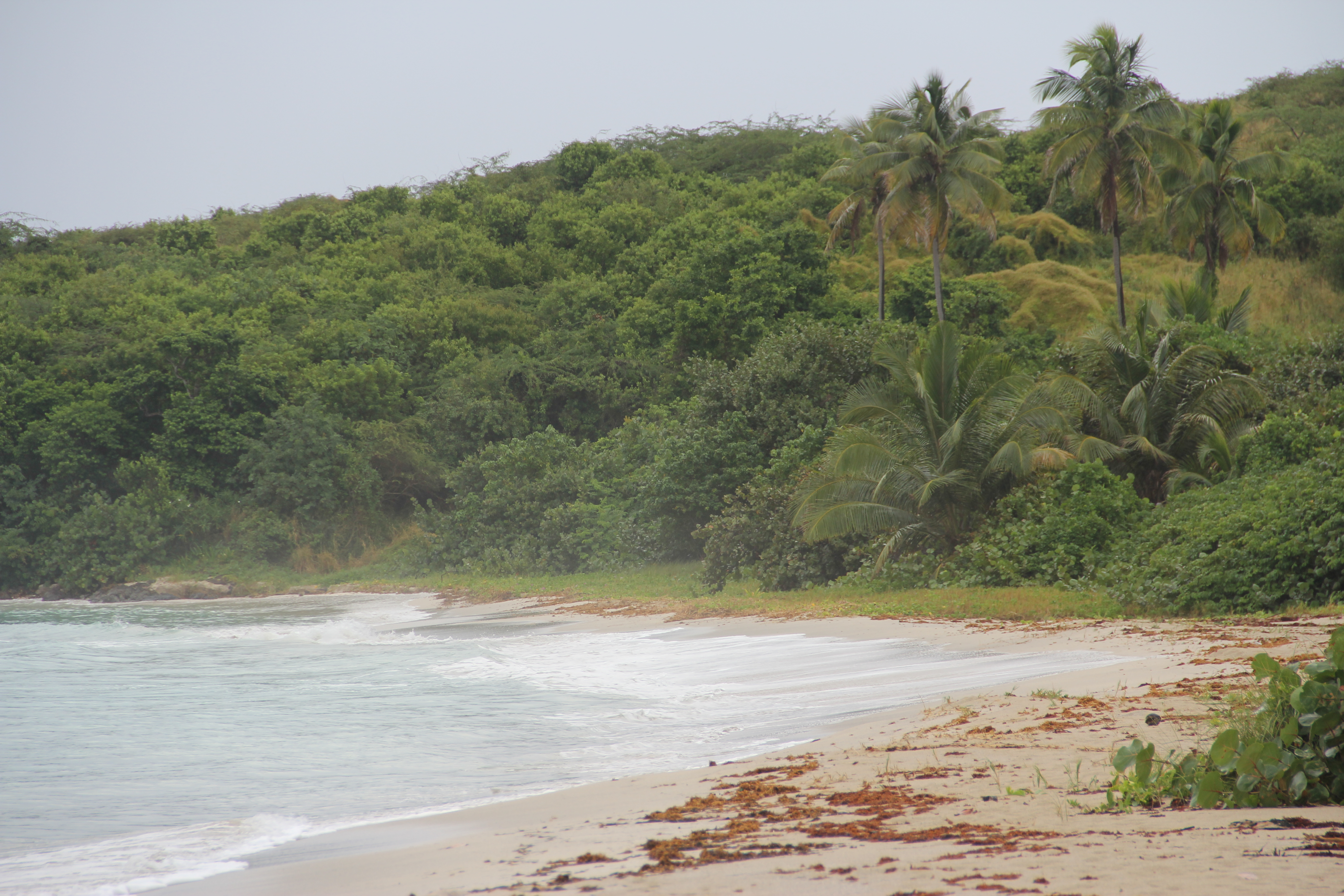
Тропічний ліс на узбережжі Кулебри

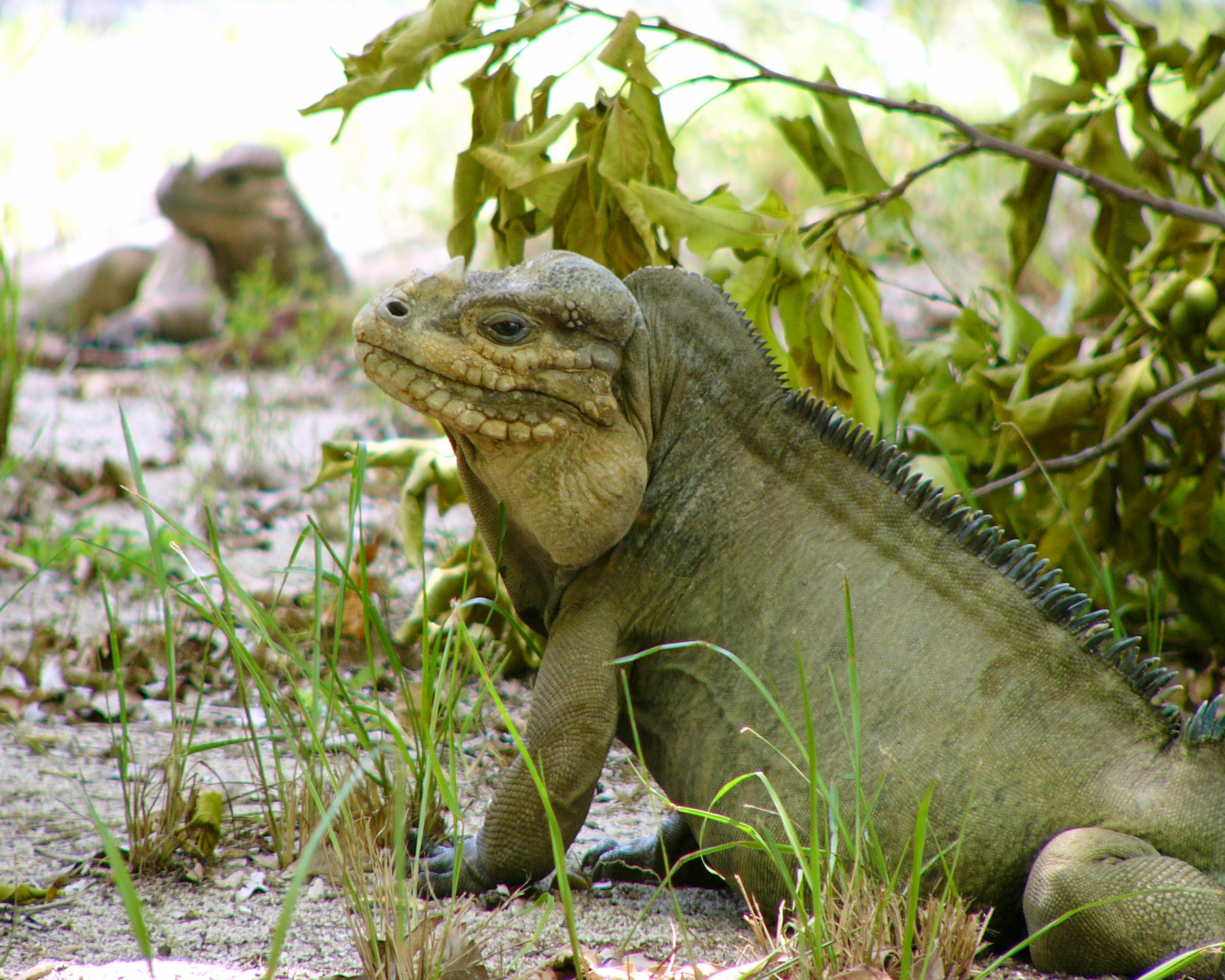
Монаська скельна ігуана (Cyclura stejnegeri)

## Географія
Екорегіон сухих лісів Пуерто-Рико розташований на вулканічному острові Пуерто-Рико — найсхіднішому та найменшому острові в групі Великих Антильських островів на Карибах. Близько 60 % Пуерто-Рико займають гори Кордильєра-Сентраль, що простягаються із заходу на схід через більшу частину острова. Вздовж північного і південного узбережжя острова простягаються горбисті прибережні низовини. З геологічної точки зору основу Пуерто-Рико складають крейдово-еоценові магматичні гірські породи, перекриті більш молодими осадовими породами. Внаслідок того, що Пуерто-Рико лежить на кордоні між Карибською та Північноамериканською плитами, в регіоні часто трапляються сильні землетруси та цунамі.
Адміністративно Пуерто-Рико є неінкорпорованою територією США. До складу цієї території також входять сусідні острови, найбільшими з яких є острів Мона, розташований в протоці Мона, що лежить на захід від Пуерто-Рико і відділяє його від Гаїті. Також у цій протоці розташовані менші острівці Моніто та Десечео. На схід від Пуерто-Рико та на захід від Віргінських островів розташовані острови Кулебра та В'єкес. Біля південного узбережжя Пуерто-Рико розташований Каха-де-Муертос та низка інших невеликих островів.
Екорегіон сухих лісів Пуерто-Рико простягається на 120 км із заходу на схід вздовж південно-західного та південного узбережжя Пуерто-Рико, від Кабо-Рохо до Гуаями. Також він охоплює сусідні острови, зокрема Мону, Кулебру та більшу частину В'єкеса. Решта Пуерто-Рико є частиною екорегіону вологих лісів Пуерто-Рико. В деяких прибережних районах на півдні острова зустрічаються мангри Великих Антильських островів.

## Клімат
На південному узбережжі Пуерто-Рико, яке лежить у дощовій тіні Центральної Кордильєри, домінує саванний клімат (Aw за класифікацією кліматів Кеппена). Температура в екорегіоні доволі стабільна протягом всього року, максимальна літня температура становить 31 °C, а мінімальна зимова температура — 21 °C. Середньорічна кількість опадів в регіоні коливається від 600 до 1000 мм, більшість з яких випадають під час сезону дощів з травня по листопад. В цей період на Пуерто-Рико часто трапляються урагани та тропічні циклони. З грудня по квітень на Пуерто-Рико триває сухий сезон.

## Флора
В межах екорегіону зустрічаються різноманітні рослинні угруповання, розподіл яких залежить від кількості опадів та ґрунтів. На південному узбережжі Пуерто-Рико переважають невисокі чагарникові ліси, які ростуть на відкритих вапнякових рівнинах. У районах, де переважають більш глибокі ґрунти, поширені листяні ліси, а у найбільш вологих частинах екорегіону — напіввічнозелені ліси.
Основними рослинними угрупованнями екорегіону є невисокі чагарникові ліси, у яких переважають низькорослі багатостовбурові дерева, що зазвичай виростають до 5 м заввишки. Лісовий намет переважно складається з вічнозелених дерев, зокрема з блискучих крабових дерев (Gymnanthes lucida), тоді як дерева в середньому ярусі скидають листя під час сухого сезону. Рослинність в сухих лісах регіону демонструє різноманітні пристосування, які допомагають зберігати вологу під час посушливого зимового сезону, зокрема восковий покрив на листі, стовбурах і гілках, а також різноманітні структури для запасання води.
У сухих лісах Пуерто-Рико переважають рослини з родин Маренові (Rubiaceae), Молочаєві (Euphorbiaceae) та Миртові (Myrtaceae). Таким чином, ці ліси схожі на сухі ліси Ямайки і відрізняються від сухих лісів Центральної та Південної Америки, у яких переважають представники родин Бобові (Fabaceae) та Біньйонієві (Bignoniaceae). Серед поширених в екорегіоні дерев слід відзначити залізне гуаякове дерево (Guaiacum officinale), жилчасту кокколобу (Coccoloba venosa), бавовняне дерево (Ceiba pentandra) та ямайські каперці (Capparis cynophallophora), а також білу пізонію (Pisonia albida), священне гуаякове дерево (Guaiacum sanctum) та білу плюмерію (Plumeria alba), які зростають у вапнякових районах. Ендеміками екорегіону є рідкісні баріакові дерева (Trichilia triacantha), які зустрічаються лише в сухих лісах на південному заході Пуерто-Рико. Загалом біорізноманіття екорегіону є нижчим, ніж у вологих лісах Пуерто-Рико, однак рівень ендемізму є вищим.

## Фауна
Орнітофауна екорегіону нараховує понад 185 видів. Серед птахів, поширених в сухих лісах Пуерто-Рико, слід відзначити зеленоголового голубка (Geotrygon chrysia), товстодзьобого ані (Crotophaga ani), антильського анаперо (Chordeiles gundlachii), карибську еленію (Elaenia martinica), сірого тирана (Tyrannus dominicensis), чорновусого віреона (Vireo altiloquus), антильського щурика (Progne dominicensis), жовтодзьобого пересмішника (Margarops fuscatus), карибського дрозда (Turdus plumbeus), синьоголову гутураму (Chlorophonia musica), антильського гракла (Quiscalus niger), чорноволого потроста (Melanospiza bicolor) та церебу (Coereba flaveola). Ендеміками екорегіону є пуерто-риканські дрімлюги (Antrostomus noctitherus) та жовтоплечі еполетники (Agelaius xanthomus), а майже ендемічними його представниками, які також зустрічаються у вологих лісах Пуерто-Рико, — пуерто-риканські тако (Coccyzus vieilloti), пуерто-риканські колібрі-манго (Anthracothorax aurulentus), карибські колібрі (Eulampis holosericeus), чубаті колібрі (Orthorhyncus cristatus), пуерто-риканські колібрі-смарагди (Riccordia maugaeus), пуерто-риканські сплюшки (Gymnasio nudipes), пуерто-риканські тоді (Todus mexicanus), червоногорлі гіли (Melanerpes portoricensis), антильські копетони (Копетон антильський), антильські піві (Contopus latirostris), пуерто-риканські віреони (Vireo latimeri), пуерто-риканські танагри (Spindalis portoricensis), пуерто-риканські трупіали (Icterus portoricensis), антильські пісняри-лісовики (Setophaga adelaidae) та рудоголові вівсянки-снігурці (Melopyrrha portoricensis).
Герпетофауна екорегіону є доволі різноманітною. Серед ендемічних та майже ендемічних плазунів, поширених в регіоні, слід відзначити пуерто-риканського сцинка (Spondylurus nitidus), монаського сцинка (Spondylurus monae), монітського сцинка (Spondylurus monitae), кулебраського сцинка (Spondylurus culebrae), аноліса Кука (Anolis cooki), понсейського аноліса (Anolis poncensis), велетенського віргінського аноліса (Anolis roosevelti), монаського аноліса (Anolis monensis), десечейського аноліса (Anolis desechensis), пуерто-риканську синьохвосту амейву (Pholidoscelis wetmorei), монаську амейву (Pholidoscelis alboguttatus), десечейську амейву (Pholidoscelis desechensis), малого гекона Рузвельта (Sphaerodactylus roosevelti), малого гекона Ніколса (Sphaerodactylus nicholsi), монаського гекона (Sphaerodactylus monensis), монітського гекона (Sphaerodactylus micropithecus), десечейського гекона (Sphaerodactylus levinsi), монаського сліпуна (Antillotyphlops monensis), пуерто-риканську чагарникову амфісбену (Amphisbaena xera), малого віргінського полоза (Magliophis exiguus) та монаського удава (Chilabothrus monensis). Також ендеміками екорегіону є монаські скельні ігуани (Cyclura stejnegeri), найбільші ящірки Пуерто-Рико, які зустрічаються лише на острові Мона, дуже рідкісні пуерто-риканські чубаті ропухи (Peltophryne lemur) та низка видів наземних равликів.
Єдиними місцевими ссавцями в екорегіоні є рукокрилі, серед яких слід відзначити звичайних молосів (Molossus molossus) та ямайських плодоїдів (Artibeus jamaicensis). Усі місцеві ендемічні ссавці, які раніше зустрічалися на Пуерто-Рико, зокрема пуерто-риканські хутії (Isolobodon portoricensis), острівні печерні пацюки (Heteropsomys insulans) та пуерто-риканські землерийки (Nesophontes edithae), вимерли незабаром після появи на островах численних інвазивних ссавців. На Пуерто-Рико були інтродуковані свійські кози (Capra hircus), дикі свині (Sus scrofa), свійські коти (Felis catus), хатні миші (Mus musculus), чорні пацюки (Rattus rattus) та сірі пацюки (Rattus norvegicus), які мали значний вплив на місцеву флору і фауну. Хижі малі мангусти (Urva auropunctata) були завезені у 1870-х роках для боротьби з гризунами, однак їх поява в регіоні призвела до скорочення популяції низки видів місцевих тварин. Також в екорегіоні були інтродуковані макаки-резуси (Macaca mulatta) та руді патаси (Erythrocebus patas), які є шкідниками сільського господарства.

## Збереження
Подібно до багатьох інших сухих тропічних лісів, сухі ліси Пуерто-Рико були переважно знищені та перетворені на сільськогосподарські угіддя до 1940 року. Незаймані ділянки сухих лісів збереглися переважно у важкодоступних районах, зокрема в околицях Гуаніки.
Оцінка 2017 року показала, що 196 км², або 17 % екорегіону, є заповідними територіями. Природоохоронні території включають: Державний ліс Гуаніка, Національний природний заповідник Кабо-Рохо, Національний природний заповідник Кулебра, Національний природний заповідник Десечео, Національний природний заповідник В'єкес, Природний заповідник Каха-де-Муертос, а також Природний заповідник островів Мона та Моніта.